# Vavrečka
Vavrečka est un village de Slovaquie situé dans la région de Žilina.

## Histoire
Première mention écrite du village en 1588.

## Démographie

### Évolution de la population
| Année:               | 1994. | 2004.    | 2014.    | 2024.    |
| -------------------- | ----- | -------- | -------- | -------- |
| Nombre de personnes: | 1061  | 1290     | 1434     | 1707     |
| Différence:          |       | +21,58 % | +11,16 % | +19,03 % |

| Année:               | 2023. | 2024.   |
| -------------------- | ----- | ------- |
| Nombre de personnes: | 1696  | 1707    |
| Différence:          |       | +0,64 % |